# 小柳組
小柳組（小柳組）日本的黑社會指定暴力團之一 六代目山口組旗下的3次團體。隸屬上部團體為大石組。

## 下部團體
- 菅原組
- 柳下組
- 笹森組